# LEGO-treinen

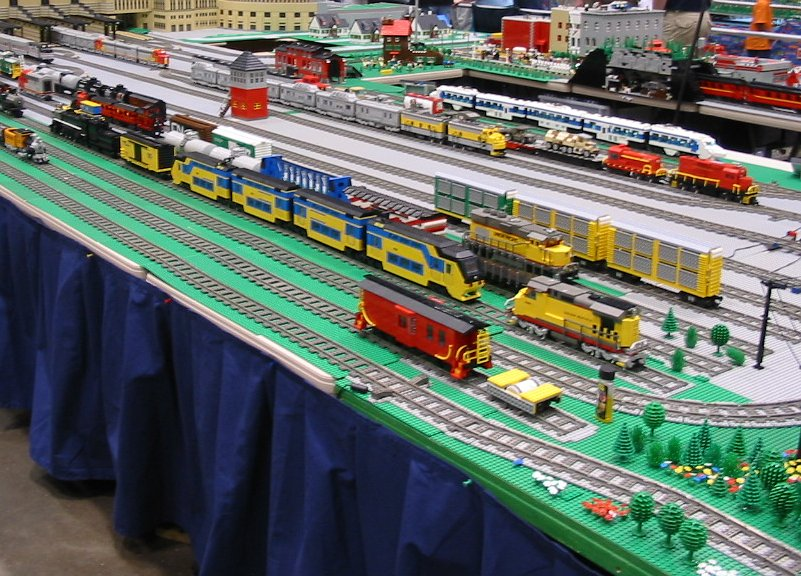
LEGO-treinen op een show in de VS

LEGO-treinen zijn een onderdeel van het leveringsprogramma van het LEGO-speelgoed. De treinen zijn geïntroduceerd in 1966 en zijn sindsdien een van de succesvolste thema's. Het leveringsprogramma omvat rails, wissels, seinen, locomotieven, wagons en bijbehorende gebouwen zoals stations en seinhuizen.

## Geschiedenis

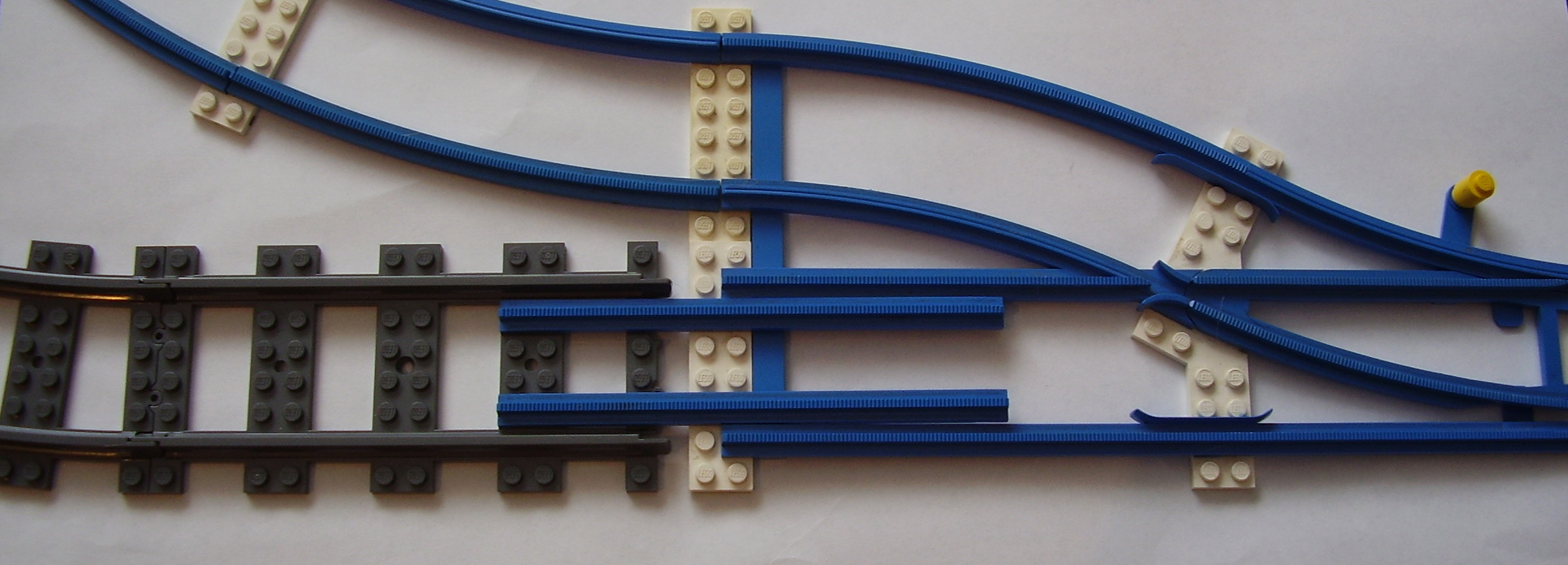
LEGO Trein-rails uit het blauwe tijdperk verbonden met rails uit het huidige tijdperk

De geschiedenis van de LEGO-treinen kan opgedeeld worden in verschillende tijdperken:

### Blauw tijdperk (1966-1979)
De eerste trein was de set 080, die in 1966 geïntroduceerd werd. Deze trein werd met de hand aangedreven. Set 11 werd aangedreven door een 4,5-voltmotor met batterijen.
De sets vanaf 720 (1969) reden op 12 volt, met stroomvoorziening via de rails. De stroomvoorziening kwam vanaf een transformator via een extra onderdeel dat tussen de normale rails geplaatst werd.

### Grijs tijdperk (1980-1990)
In 1980 werden de treinen compleet herzien. Het gehele thema werd realistischer. De rails waren vanaf dat moment grijs met donkergrijze dwarsliggers. De transformator ondersteunde elektrisch bestuurbare wissels, seinen, ontkoppelaars en overwegen. De treinen zelf werden realistischer en de wagons werden langer, al kwamen de verhoudingen niet in de buurt bij die van echte treinen.

### 9V-tijdperk (1990-2007)
In 1990 werd van 12 volt overgestapt op 9 volt, de stroomvoorziening liep nu direct via de rails waarop ook de wielen rijden. Hiermee wordt de spanning waarop de treinen rijden gelijkgetrokken met andere LEGO-toepassingen zoals motoren, licht en geluid. Met deze overstap heeft LEGO ook de mogelijkheid opgegeven om zaken op afstand te bedienen. De reden hierachter was dat LEGO alle productlijnen simpeler wilde maken.

### Infraroodbesturing (2006-2009)
Om de bediening nog eenvoudiger te maken is in 2006 een afstandsbediening (infrarood) geïntroduceerd. Hiermee is de stroomvoorziening weer terug bij het oude systeem van een batterijhouder die in de trein ingebouwd is. Dit systeem staat bekend als RC (Remote Controlled). Het voordeel van deze bediening is dat meerdere treinen tegelijk bediend kunnen worden zonder dat gebruikgemaakt hoeft te worden van elektrische schakelingen. Daarnaast is dit systeem goedkoper te produceren en lager in prijs. In 2007 maakte LEGO bekend dat de 9V en RC productlijnen stopgezet worden en dat men overstapt op een systeem dat gebruikmaakt van het LEGO Power Functions-systeem.

### Power Functions (2009-2018)
Power Functions is een systeem dat ontwikkeld is door LEGO om via infrarood-afstandsbediening verschillende elementen aan te sturen. De belangrijkste toepassing is het aansturen van motoren maar ook verlichting kan aangestuurd worden.
Het systeem bestaat uit een afstandsbediening met twee bedieningshendels die beide drie standen kennen (neutraal, voor, achter). De afstandsbediening kan gebruikmaken van vier kanalen zodat vier ontvangers aangestuurd kunnen worden. Op ieder kanaal kunnen twee functies aangesloten worden. Voor de treinen wordt er een afstandsbediening met twee draaiknoppen gebruikt. De afstandsbediening kent in totaal veertien standen (zeven vooruit en zeven achteruit) en er zit een stopknop op. Ook deze afstandsbediening kan vier kanalen en twee functies per kanaal aansturen. In het aan te sturen object wordt een batterijhouder met aan-uitschakelaar ingebouwd. Via een kabel wordt elektriciteit geleverd aan een infrarood-ontvanger die na ontvangst van een signaal het aangesloten object (motor, lampje) inschakelt.
Dit systeem is bijvoorbeeld te vinden in de sets Passagierstrein 7938 en Vrachttrein 7939.

### Power Functions 2.0 (2018-heden)
In 2018 werd Power Functions 2.0, ook bekend als Powered Up, geïntroduceerd. Dit systeem is ontwikkeld door LEGO om via Bluetooth-afstandsbediening verschillende elementen aan te sturen. Deze nieuwe versie is bedoeld om de oude Power Functions-systemen te vervangen. Het systeem is terug te vinden in Passagierstrein 60197 en Vrachttrein 60198. In 2020 bracht LEGO een nieuwe trein Krokodil 10277 uit die met Powered Up kan worden verbeterd.

## Modellen
In het blauwe en grijze tijdperk werden de treinen ontworpen en geproduceerd in Duitsland. Dit was dan ook te zien aan de modellen. Het waren bijna allemaal modellen van treinen die bij de Deutsche Bahn (toen nog Deutsche Bundesbahn) reden. Later werden bijvoorbeeld ook de Franse TGV en de Zwitserse Krokodil aangeboden. Sinds de introductie van LEGO-treinen in de Verenigde Staten (tijdens het blauwe en grijze tijdperk werden treinen officieel niet verkocht in de VS) worden ook veel Amerikaanse modellen, zowel nieuwe als historische, op de markt gebracht.